# Parc Nacional d'Ağ Göl
El Parc Nacional d'Ağ Göl (en àzeri: Ağ göl Milli Parkı) és un parc nacional de l'Azerbaidjan. Va ser establert per decret del President de l'Azerbaidjan, Ilham Alíev, en una zona entre les divisions administratives del raió d'Ağcabədi i el de raió de Beyləqan, el 5 de juliol de 2003, sobre la base de la primera Reserva estatal d'Ağ göl i la Reserva de caça d'Ağ göl, a les que va substituir. Posseeix una superfície de 17.924 hectàrees (179,24 quilòmetres quadrats).
Una gran part del parc està constituïda pel llac Ağgöl, una zona reconeguda internacionalment per la seva importància mundial, ja que va ser declarada com a Àrea Important per a les Aus (IBA), quan va ser col·locada a la llista de Convenció de Ramsar d'importància internacional el 2001.